# Libycosaurus
Libycosaurus був одним з останніх родів антракотерій. Він жив від середнього до пізнього міоцену і поширювався по всій Центральній і Північній Африці, а також в Уганді, в тому місці, де тоді було пишне болотисте середовище.